# Kemša
Kemša (mađ. Kemse) je selo na krajnjem jugu Republike Mađarske.
Zauzima površinu od 8,96 km četvornih.

## Zemljopisni položaj
Nalazi se na 45° 49' sjeverne zemljopisne širine i 17° 55' istočne zemljopisne dužine, 2,5 km sjeverno od Drave i granice s Hrvatskom. Martinci Miholjački u RH su 3,5 km južno. 
Zalat je 500 m jugozapadno, Starin je 5 km zapadno, Vertiga je 3 km sjeverozapadno, Ostrovo je 5 km sjeverno, Lúzsok je 2 km sjeveroistočno, a Piškiba je 1,5 km jugoistočno.

## Upravna organizacija
Upravno pripada Šeljinskoj mikroregiji u Baranjskoj županiji. Poštanski broj je 7839. 

## Stanovništvo
Kemša ima 72 stanovnika (2001.). Mađari su većina. Nešto preko polovice stanovnika su rimokatolici, a trećinu čine kalvinisti.

## Vanjske poveznice
- Kemša na fallingrain.com